# Carlos Manuel de Céspedes
Carlos Manuel de Céspedes (Bayamo, 18 aprile 1819 – Sierra Maestra, 27 febbraio 1874) è stato un rivoluzionario cubano che ha guidato Cuba all'indipendenza. Era il nonno della scrittrice Alba de Céspedes.

## Biografia

### Primi Anni
Carlos Manuel de Cespedes è nato il 18 aprile 1819. Figlio di Jesús María Céspedes e Luque. Durante la sua infanzia gli è stato insegnato latino e grammatica dai monaci del Convento del Serafico Padre a Bayamo. Più tardi, nel convento di Santo Domingo, prese lezioni di logica e di etica. Andò da lì a L'Avana, dove viene accolto come uno studente della Royal e conciliari San Carlos Seminary College "e S. Ambrogio. Più tardi nel Real y Pontificia Universidad de La Habana ottiene il grado di Bachelor of Civil Law, 22 marzo 1838.

### 1839-1848
Carlos Manuel sposa nel 1839 Maria del Carmen Céspedes del Castillo. Con lei farà tre figli di nome Maria del Carmen, Carlos Manuel e Oscar. tutti prendono il cognome Cespedes Cespedes.
Il 3 gennaio 1840 nasce il suo primo figlio . Nello stesso anno completata il suo Bachelor of Law a L'Avana. In seguito viaggia per Europa dove ottiene la laurea in giurisprudenza presso l'Università di Barcellona e poi un dottorato.
Nel 1843 partecipa alla insurrezione del generale Juan Prim e per questo motivo deve rifugiarsi come un esiliato politico in Francia.  Nel 1844 apre uno studio legale a Bayamo dove scrive poesie e opuscoli.Inizia in segreto a progettare un piano rivoluzionario per portare Cuba all'indipendenza.
Il problema degli schiavi neri è molto diffuso nella Cuba orientale, mentre a Occidente gli schiavi venivano sostituiti con le macchine a vapore.
Nel 1847 nasce il secondo figlio e lo chiamò Oscar. Sua figlia Maria del Carmen muore in tenera età.
La Bayamesa (la prima canzone romantica per Cuba e futuro inno della nazione) viene eseguita per la prima volta,a quanto si dice, il 27 marzo 1848. I testi vengono scritti da José Fornaris, la musica è di Carlos Manuel de Céspedes e Francisco Moreno Castillo. Essa viene adottata dai patrioti cubani che le attribuiscono un diverso e più significativo spirito facendone una canzone di lotta contro l'oppressione.

### 1851-1867
Nel 1851 partecipa alla Società Filarmonica di Bayamo, da lui creata e dove ricopriva la carica di segretario .
Nel 1852 viene arrestato perché  contrario al governo spagnolo. Compagni di cella sono suo zio Lucas del Castillo e il poeta José Fornaris e Cespedes. Qui continua a scrivere poesie.
Rilasciato 4 anni più tardi, nel 1856, si trasferisce nella città di Manzanillo (Cuba) dove svolge la professione di avvocato e dove diventa uomo d'affari.
Nel 1866 la sua produzione letteraria si fa abbondante e varia. Il 7 dicembre, a Guaimaro scrive la poesia "La Conchita".

### 1868
Nel Gennaio del '68 muore la prima moglie Maria del Carmen Cépedes.
Il Comitato di Bayamo fissa per il 24 dicembre l'inizio della ribellione, ma Carlos impaziente la anticipa al il 14 ottobre. Questo suo proposito viene scoperto dal capitano generale Valmaseda. Il 7 ottobre gli fu impedito di partire con un telegramma.
L'8 ottobre, Cespedes convoca i Patrioti . Cominciano a raccogliere in spirito di "La Demajagua" proprietarie. La Demajagua era a est di Manzanillo. Al mulino si discute del manifesto elaborato che sarebbe stato divulgato.
Il 10 ottobre,   pronuncia il "Grito de Yara". Carlos, leader della rivolta, era al comando di 147 uomini ma pian piano il numero dei sostenitori aumenta fino ad arrivare all'incirca sui 17.000 sostenitori.
Il 18 ottobre, insieme ad Aguilera Marcano prende la città di Bayamo. Perucho Figueredo distribuisce volantini con l'inno nazionale cubano e il 20 ottobre viene eseguito a Bayamo, per la prima volta nella storia.
Carlos Manuel Cespedes quel giorno, sotto un baldacchino al Duomo, dopo aver ricevuto il titolo di capitano generale di Cuba Libre pronuncia un discorso emozionante con il quale dichiara la libertà di tutti gli schiavi.